# Cratere Smith (Luna)
Smith è un cratere lunare di 32,87 km situato nella parte sud-orientale della faccia nascosta della Luna.
Il cratere è dedicato all'astronauta statunitense Michael John Smith.